# Ашмян, Леонид Моисеевич
Леонид Моисеевич Ашмян — инженер-нефтяник, лауреат Государственной премии СССР.
Родился 11 сентября 1928 года в городе Клинцы Брянской губернии. Член КПСС с 1956 г.
Окончил Московский институт нефтехимической и газовой промышленности имени И. М. Губкина на специальность «Машины и оборудование нефтезаводов» (1952).
Был направлен на строительство Новокуйбышевского нефтеперерабатывающего завода в монтажное управление № 5 треста «Нефтезаводмонтаж», там до августа 1956 г. работал мастером, прорабом, старшим прорабом. Затем — на строительстве Новогорьковского нефтезавода.
С 1959 года в Новополоцке, начальник участка, который в 1961 г. был преобразован в самостоятельное Новополоцкое строительно-монтажное управление треста «Нефтезаводмонтаж». Руководил строительством и вводом в эксплуатацию Полоцкого НПЗ.
В 1975—1990 годах заместитель Председателя Государственного комитета БССР по материально-техническому снабжению.
С 1990 г. на пенсии.
Умер 14 января 2018 г.
Лауреат Государственной премии СССР (1970, в составе коллектива) — за создание и промышленное внедрение высокопроизводительных установок первичной переработки нефти мощностью 6 млн тонн в год.
Заслуженный строитель БССР (1963). Награждён орденами Ленина и Трудового Красного Знамени, медалью «За доблестный труд», грамотой Президиума Верховного Совета БССР.